# Искатели неба
«Искатели неба» — дилогия российского писателя-фантаста Сергея Лукьяненко на стыке альтернативной истории и фэнтези, состоящая из романов «Холодные берега» и «Близится утро». Начало романа-эпопеи впервые издано «АСТ» в 1998 году, продолжение — в 2000 году. Полностью дилогия впервые вышла в 2003 году. Впоследствии вся дилогия и романы отдельно неоднократно переиздавались и переводились на другие языки.
События первого романа дилогии начинаются со знакомства на каторге вора Ильмара, через восприятие которого показан окружающий мир, с беглым юным принцем Маркусом, узнавшим неизвестное никому Изначальное Слово. При помощи него можно получить доступ ко всем богатствам, спрятанным людьми в некоем параллельном пространстве. Несколько государств начинают охоту за принцем, одновременно к Маркусу постепенно присоединяются люди, разглядевшие в нём нового мессию. Во втором романе действие переносится сначала в Османскую империю, а потом в Иудею. Число сторонников Маркуса достигает двенадцати, равного числу апостолов, бывших у Искупителя, аналога Христа в романе. На горе, где Искупитель решал свою судьбу, Маркусу удаётся явить преследователям чудо. И только Ильмар не видит в нём мессию.
В 2001 году второй роман дилогии, «Близится утро», занял второе место на международном фестивале фантастики «Звёздный мост» в номинации «Лучший цикл, сериал и роман с продолжением». Роман-эпопея «Искатели неба» в том же году был удостоен премии «Русская фантастика» как лучшее фантастическое произведение крупной формы. Помимо этого, произведение номинировалось на премии «Меч Руматы», «Лунный Меч», «Бронзовая улитка», «Интерпресскон», «Сигма-Ф», «Урания».

## Вселенная
Мир дилогии представляет собой альтернативную историю нашего мира. История изменилась более двух тысяч лет назад, когда Иосиф не успел спрятать Иисуса от царя Ирода, приказавшего убивать младенцев. Таким образом, не случилось пришествия Спасителя. Вместо него в мире появился Искупитель, попытавшийся взять на себя человеческие грехи и вину за убийство Иисуса. Естественным образом человеческая история пошла иным путём. Искупитель, в отличие от Христа, был не «богочеловеком», а только «мощным чудотворцем»; вместо того, чтобы быть распятым на Голгофе, как Иисус, он стал правителем Рима. Искупитель даровал людям возможность хранить материальные предметы в Холоде, неком параллельном пространстве, куда можно было положить любой неживой предмет при помощи данного им Слова. При этом возможности человека зависят от силы Слова, которым он владеет. Холод оказался идеальным хранилищем, так как оттуда было практически невозможно что-либо украсть, не зная чужого Слова и того, что конкретно там хранится; предметы в нём не имели привычного размера и массы, а также не изменялись за время хранения; любой предмет можно было где угодно быстро спрятать или достать. После этого Искупитель исчез из мира, отправив в Холод всё обработанное железо мира и все известные ему месторождения этого металла.
Прошло две тысячи лет. К XX веку развитие альтернативного мира соответствует развитию реального мира XVII—XVIII веков. Существуют несколько империй, среди которых главной является Держава, наследница Древнего Рима, объединяющая большую часть Европы под управлением Дома. Вместо современной России в мире дилогии существует Руссийское ханство, до двадцатого века сохранилась империя ацтеков. Поскольку в мире практически не осталось железа, крупные войны невозможны. Вместо золота железо применяют в качестве валюты. Секрет обогащения железной руды был утрачен, что и послужило основной причиной задержки в развитии. Общественный строй сохранился на уровне феодализма с правящей теократией. Религия этого мира внешне напоминает христианство с его храмами, прихожанами, монахами и епископами. Концепция ада изменена с огненной на ледяную, напоминая скорее зороастрийскую, а вместо Иисуса Христа верующие молятся Искупителю и Сестре (чей образ основывается на мифологической персоналии Марии Магдалины).

## Главные герои
Главным героем обоих романов является вор Ильмар, представляющий собой классический образ симпатичного авантюриста и «благородного жулика, в нужную минуту поступающего нравственно». Мир Державы с самого начала показан через его восприятие. Ильмар изначально верит в Искупителя и Сестру, но на протяжении дилогии всё больше и больше сомневается в том, во что верит. Его волнует вопрос, действительно ли мир был две тысячи лет назад спасён Искупителем. Поиск бога или самого себя выделяет Ильмара среди типичных героев подобного рода.
Вторым центральным персонажем дилогии является Маркус — младший принц, незначительный представитель правящего Дома, начитанный, умный и добрый мальчик. В церковной библиотеке ему удаётся обнаружить рукописную книгу с записанным Изначальным Словом. Помимо того, что это Слово очень сильно само по себе, оно также даёт возможность достать всё что угодно с любого другого Слова, как его производного. Так как все эти годы все богатства хранились на Слове, то за Маркусом начинается охота. В то же время, согласно источникам того мира, Маркус может оказаться как Искупителем, так и Искусителем — ложным мессией. Однако он не богоизбранный мессия, а все его чудеса всего лишь результат владения мощным Словом. Осваивая слово, он обретает всё большую силу и постепенно собирает сторонников.

## Сюжет

### Холодные берега
Вор Ильмар во время конвоирования на каторгу на Печальные Острова встречает мальчика Марка, владеющего Словом, при помощи которого можно хранить предметы в Холоде — некоем личном параллельном пространстве, куда не могут добраться не знающие твоего Слова. Словом обладают немногие, и это очень ценная способность. При помощи ножа, спрятанного в Холоде Марком, Ильмар и Марк сбегают, но стражники организуют погоню, причём выясняется, что им больше нужен мальчик, а не вор. Беглецы захватывают планёр с летуньей (пилотом) графиней Хелен и отправляются на материк. После приземления Марк уходит. Только спустя некоторое время Ильмар узнаёт, что Марк является младшим принцем Дома Маркусом. Ильмар бежит в Амстердам, где оказывается в облаве стражников, от которой укрывается в церкви Сестры. Епископ возводит одного из монахов в сан святого паладина и поручает доставить Ильмара в Рим. На выезде из Брюсселя их встречает святой паладин Искупителя, который хочет убить Ильмара. В результате стычки все, кроме Ильмара, погибают, а вор скрывается.
В Галлии Ильмар встречает старого лекаря Маркуса, который предполагает, что принц может скрываться на острове Капри в парке развлечений Миракулюс. После этого Ильмар отправляется в Лион, где его находит Хелен. Оказывается, графиню подозревают в сообщничестве с Маркусом из-за её роли в побеге, поэтому она предлагает первыми найти Маркуса. На планёре они прилетают в Миракулюс, где Маркуса скрывала настоятельница монастыря Луиза. Выясняется, что принц нашёл книгу времен Искупителя, в которой было написано Изначальное Слово. Знающий это Слово может достать из Холода всё что угодно, независимо от того, кто этот предмет туда положил. Из-за этого на Маркуса была объявлена охота и Владетелем (главой Дома), и церковью. Вчетвером беглецам удаётся улететь с острова и добраться до Неаполя. Ильмар и Хелен предполагают, что Маркус может оказаться новым Искупителем, так как мальчик выучил Изначальное Слово, сила которого у него постепенно растёт. В Неаполе к ним присоединяется офицер Арнольд, ранее преследовавший Ильмара, но также поверивший в Маркуса после демонстрации его сил во время стычки.

### Близится утро
Ильмар прикрывает отход группы, его ловят монахи и доставляют к главе церкви. Ильмар начинает сомневаться в том, является ли Маркус мессией — Искупителем — или же ложным мессией — Искусителем. После допроса его помещают в темницу, из которой вору удаётся бежать, перехитрив сторожа Йенса. За советом, где теперь искать Маркуса, Ильмар вместе с бежавшим с ним сторожем снова обращается к лекарю Жану. Тот разделяет сомнения вора по поводу Маркуса и советует искать его в Османской империи на пути в Иудею. Вместе с Йенсом лекарь тоже направляется туда, в то время как Ильмар продолжает путешествие с его другом — бывшим летуном Антуаном. Ильмара и Антуана перехватывает епископ Жерар, также поверивший в предназначение принца.
Маркуса находят в Аквиникуме, где он прячется у друзей Арнольда. К ним присоединяется местный парень Петер, помогавший им в поисках после того, как его вылечил епископ Жерар. Однако друзья Арнольда выдали их страже, и беглецы вынуждены принять предложение руссийского шпиона Фарида Комарова вывести весь отряд по сети катакомб. Один из монахов-охранников Жерара также присоединяется к группе. Чтобы не дать им скрыться, солдатам приказали взрывать старые шахты. Маркус, Ильмар и Хелен оказываются отрезаны от группы, но с помощью Слова Маркуса им удаётся пересечь границу. Там они встречают Жана и Йенса, после чего дожидаются остальных. Солдаты Державы и Руссийского ханства объединяются в поисках беглецов. Преследование продолжается и на территории Османской империи. При помощи двух планёров героям почти удаётся добраться до Иудеи, но они падают в море. Подобравший их капитан видел, как Маркус взял на Слово часть огромной волны, и поэтому тоже присоединяется к группе. Теперь Маркуса, как и за две тысячи лет до того Искупителя, сопровождает 12 человек. Преследуемые солдатами Державы и Руссийского ханства, они добираются до горы, где Искупитель решал свою судьбу. Маркусу удаётся вернуть в мир часть железа из Холода, и Ильмар понимает, что мальчик скоро станет править людьми. Но вор не видит в нём Искупителя, поэтому покидает группу сподвижников.

## Создание и издание

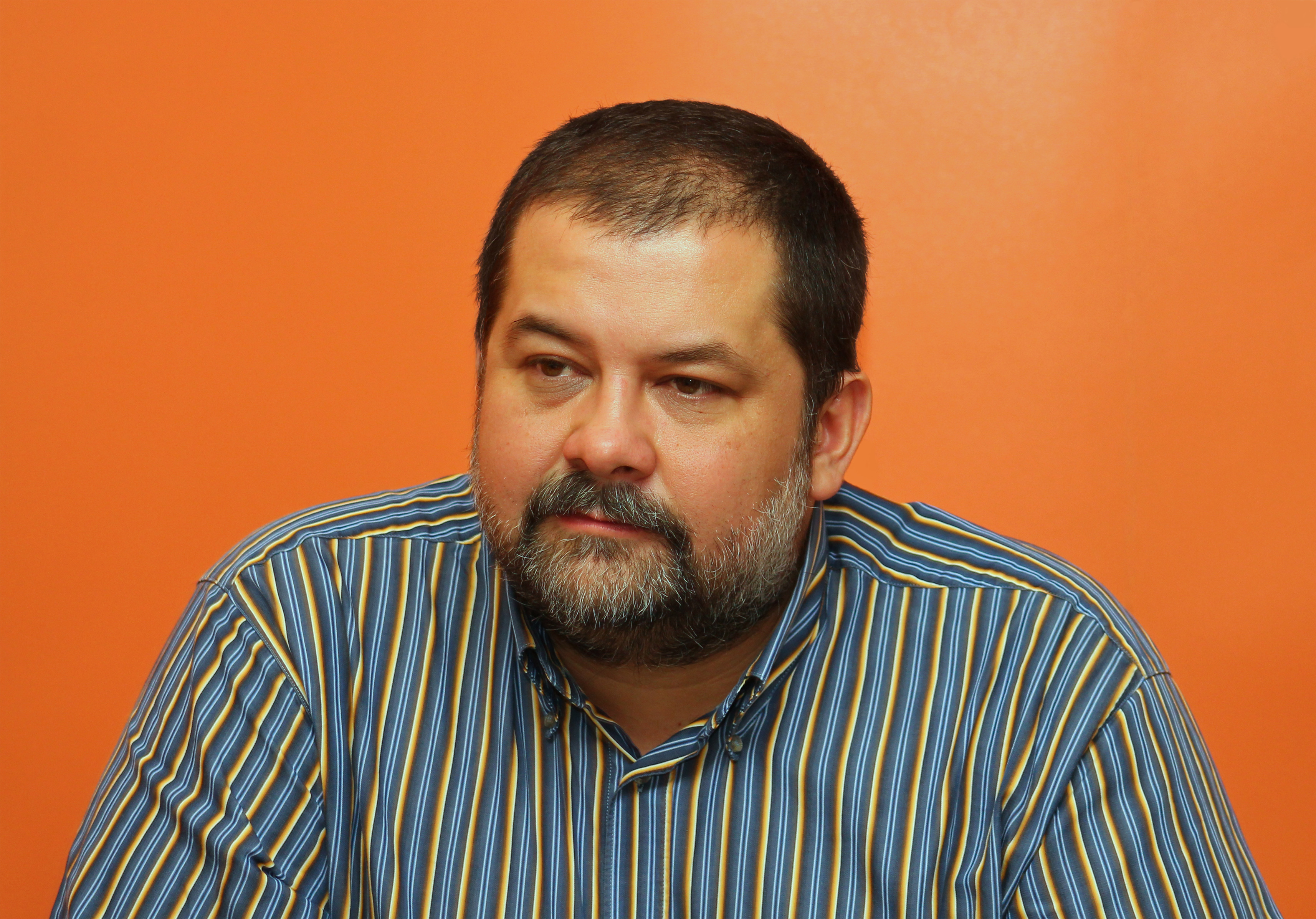
Сергей Лукьяненко

Создание альтернативного мира дилогии начиналось, как и создание многих других миров в произведениях писателя, с главного героя, его ситуации и сюжета романа. После чего в ходе работы над придуманной ситуацией на второй-третьей странице постепенно возникла концепция нового мира. Для создания альтернативной религии в этом мире писателю пришлось много читать Библию, в результате чего, завершив работу над дилогией, Лукьяненко понял, что уже не является агностиком, крестился и стал православным христианином. В то же время автор отметил, что во время собственно написания романов дилогии он был ещё неверующим, поэтому его не беспокоило, что в православии создание воображаемых миров, тем более столь сильно пересекающееся с религией, считается грехом.
Хотя критиками и отмечалось, что в мире романа отсутствует дьявол, сам писатель заметил, что незнакомец, приходивший ночью к Ильмару на постоялом дворе в Османской империи и предлагавший помощь, как раз и был дьяволом. Принц Маркус в романе владеет рукопашным боем под названием «русское або». Название «або», по словам автора, по происхождению аналогично реально существующему «самбо». Если «самбо» расшифровывается как «самозащита без оружия», то придуманное в романе «або» — как «атака без оружия». Планёры с ракетными двигателями стали попыткой соединить необходимость установки двигателя и низкотехнологичный мир романа. Произношение слова «планёр» с использованием буквы «ё», по замыслу автора, должно было придать миру определённый колорит.
| Год  | Издательство               | Место издания | Серия                         | Тираж         | Примечание                                                                                          | Источник |
| ---- | -------------------------- | ------------- | ----------------------------- | ------------- | --------------------------------------------------------------------------------------------------- | -------- |
| 1998 | АСТ                        | Москва        | Звездный лабиринт             | 20000 + 19000 | Первый роман дилогии «Искатели неба». Иллюстрация на обложке А. Дубовика.                           | [ 8 ]    |
| 2000 | АСТ                        | Москва        | Звездный лабиринт             | 50000 + 28000 | Второй роман дилогии «Искатели неба». Художник В. Ненов                                             | [ 9 ]    |
| 2001 | АСТ                        | Москва        | Звездный лабиринт             | 10000 + 40000 | Первый роман дилогии «Искатели неба». Иллюстрация на обложке А. Дубовика.                           | [ 10 ]   |
| 2003 | АСТ                        | Москва        | Звездный лабиринт: коллекция  | 10000 + 33000 | Дилогия «Искатели неба» в одном томе. Иллюстрации на обложке В.Н. Ненова, А. Дубовика               | [ 11 ]   |
| 2004 | АСТ, Люкс                  | Москва        | Библиотека фантастики         | 6000          | Дилогия «Искатели неба» в одном томе. Иллюстрации на обложке А. Дубовика (центр) и В. Ненова (фон). | [ 12 ]   |
| 2004 | АСТ, Люкс                  | Москва        | Библиотека мировой фантастики | 4000          | Дилогия «Искатели неба» в одном томе.                                                               | [ 13 ]   |
| 2005 | Инвестор                   | Харьков       | Звездный мост                 | 350           | Дилогия «Искатели неба» в одном томе. Иллюстрация на обложке С. Кулинича.                           | [ 14 ]   |
| 2006 | АСТ, АСТ Москва, Хранитель | Москва        | Чёрная серия (танковая щель)  | 20000         | Первый роман дилогии «Искатели неба». Иллюстрация на обложке А. Дубовика.                           | [ 15 ]   |
| 2006 | АСТ, АСТ Москва, Хранитель | Москва        | Чёрная серия (танковая щель)  | 20000 + 10000 | Второй роман дилогии «Искатели неба». Иллюстрация на обложке В. Ненова.                             | [ 16 ]   |
| 2014 | АСТ                        | Москва        | Весь Сергей Лукьяненко        | 4000          | Дилогия «Искатели неба» в одном томе. Иллюстрация на обложке В.Н. Ненова.                           | [ 17 ]   |

| Год  | Название       | Издательство     | Место издания | Язык      | Переводчик       | Источник |
| ---- | -------------- | ---------------- | ------------- | --------- | ---------------- | -------- |
| 2003 | Zimne brzegi   | Książka i Wiedza | Варшава       | Польский  | Э. Скурская      | [ 18 ]   |
| 2003 | Nastaje świt   | Książka i Wiedza | Варшава       | Польский  | Э. Скурская      | [ 19 ]   |
| 2004 | Šalčio krantai | Eridanas         | Каунас        | Литовский | N. Jakubauskaitė | [ 20 ]   |
| 2005 | Prieš rytą     | Eridanas         | Каунас        | Литовский | N. Jakubauskaitė | [ 21 ]   |
| 2012 | Chladné břehy  | Triton, Argo     | Прага         | Чешский   | П. Вайгель       | [ 22 ]   |
| 2012 | Nadchází ráno  | Argo             | Прага         | Чешский   | П. Вайгель       | [ 23 ]   |

## Критика и оценки
Лаборатория Фантастики

 Goodreads
 Лаборатория Фантастики

 Goodreads
Писатель и литературный критик Виталий Каплан отметил, что большинство произведений в жанре альтернативной истории посвящено исследованию развития цивилизации либо служит средством для решения социально-психологических проблем, в то время как Сергей Лукьяненко в дилогии «Искатели неба» стремится «разобраться в духовных, метафизических вопросах». Таким образом, альтернативная история потребовалась писателю исключительно как средство для создания альтернативной религии. Альтернативная религия, в свою очередь, нужна в качестве фона для изображения духовных исканий человека. Для первого романа дилогии характерны оборванность сюжета и «карикатурность религиозной схемы», однако второй роман восстановил цельность и завершённость произведения. Каплан подчеркнул, что фантастическое допущение, относящееся к событиям двадцативековой давности, «впечатляет», так как чаще всего авторы альтернативных историй не углубляются дальше новейшего времени. Критик заметил, что возможность хранить материальные предметы в первую очередь изменила духовную жизнь, несмотря на столь значительное влияние и на технологическое развитие цивилизации.
С одной стороны, размышляет критик, мир без железа и крупных войн может показаться уютнее реального мира, уровень насилия в котором много выше. Вот только общество «закостенело в крайне примитивных догмах» религии и уже не способно к культурному и духовному росту. При более внимательном взгляде можно отметить метафизическую ущербность подобной реальности с «полнейшим застоем» в области веры. Несмотря на то, что внешне религия мира дилогии напоминает христианство, Каплан отметил отсутствие некоторой глубины и тайны в религии, вместо которой осталась только «морализаторская доктрина». Бог не отрицается, но про него все забыли и молятся Искупителю и Сестре. Так как основной целью было показать духовные искания человека, то к фантастическому допущению в романе нельзя подходить «с мерками строгой логики». Многое может показаться нелогичным или невозможным, и, напротив, очевидные технические решения по транспортировке и обмену с использованием Слова, аналогичные сетевым технологиям нашего мира, автором не реализованы, но это потребовалось для философского сюжета романов. Лукьяненко проводит множество параллелей и аналогий с нашей реальностью, таких как Руссийское ханство или Семецкий полк. Подобный метод позволяет писателю удерживать внимание читателей, управляя ритмом романа.
Согласно выводам Каплана, Сергей Лукьяненко в дилогии доказывает, что «человеческая душа неисчерпаема и многомерна», её нельзя поместить «в прокрустово ложе абстрактных схем», нельзя скрыть духовную пустоту никакими внешними формами. «Человеческая мораль не может быть объяснена сама из себя», «этика вырастает из мистики». Душа человека всегда стремится к настоящему богу, чем бы его ни пытались подменить, но «сама, своей лишь силой, достичь этого не может». В конце произведения нет «чётких ответов» на возникающие у читателя вопросы, так как «мечта о небесах ещё не есть сами небеса».
Дмитрий Байкалов в статье для журнала «Если» также отметил, что главной темой дилогии стало восхождение главного героя, вора Ильмара, к Истине, его поиск Небес. По мнению критика, Лукьяненко, скорее всего, умышленно неоднократно подчёркивает искусственность созданного мира, так как не это главное в произведении. Кроме того, эта дилогия нехарактерна для писателя, так как писалась долго и в непривычном ему стиле. В частности, критик характеризует манеру изложения и порядок слов в предложениях как весьма нетипичные для Лукьяненко.
Напротив, Алексей Караваев в рецензии для журнала «Лавка фантастики» охарактеризовал дилогию как произведение в «фирменном лукьяненковском ключе». Критик отметил облегчённость повествования, единомоментную внезапную развязку, легко читаемые аллюзии и множество приключений. Однако в контексте рассматриваемой темы, представляющей собой некоторый «пересказ Евангелия для подростков», эти черты творчества «скорее снижают впечатление от текста». Караваев обратил внимание, что использование «железного стандарта», когда вместо золота в качестве валюты используется железо, выглядит сильной натяжкой. Если золото подходит для ювелирных изделий, то железо — для промышленности, оружия и сельского хозяйства. Также, по мнению критика, не получилась у писателя и «апостольская» линия. Если сначала соратники у Маркуса тщательно подбираются и детально прописываются, то во второй части они уже «суетливо добираются» до необходимого количества. Так, про последнего из них в романе всего пара строк. Кроме того, были отмечены отдельные шероховатости к концу второго романа. Развязка, по мнению Караваева, даёт возможность самых разных толкований.
В то же время Караваев положительно оценил основную интригу дилогии, связанную с нахождением Маркусом Слова, дающего власть над миром. Критик подчеркнул, что Слово — очень «интересный феномен» и «интереснейшая находка автора». Мир рассматривается в момент кризиса идеологии, когда герои начинают сомневаться, действительно ли замысел Искупителя был в том. чтобы использовать Слово в качестве кладовки. С другой стороны, размышляет Караваев, кажется, что иного применения и нет. Если заповеди призывают к духовному совершенствованию, то Слово просто облегчает жизнь. Критик также заметил логическую ловушку, связанную с раздачей Слова всем людям. Если всем раздать Изначальное Слово, то оно сразу же теряет свою цену, а выдавать каждому человеку своё упрощённое Слово чрезвычайно трудно.
Вера Петрова отметила, что задача писателя-фантаста состоит в «моделировании феноменов, достаточно актуальных для современного сознания». В дилогии Лукьяненко моделирует мир, «похожий и непохожий на Землю». В нём присутствуют черты, характерные для реального мира, но в прошлом этого мира был Искупитель и Слово, что повлияло на его развитие. Главным сюжетом критик назвала «Второе Пришествие», а Маркуса — новым Искупителем, пришедшим в мир, чтобы «спасти его от человеческого зла». Таким образом, основная проблема в романе — проблема «прыжка веры» персонажей романа, которым необходимо сделать для себя выбор, поверить ли в Маркуса и стать ли его апостолами.
В 1999 году первый роман дилогии, «Холодные берега», был номинирован на премию «Сигма-Ф» — приз читательских симпатий журнала «Если», а также на премию «Лунный Меч» — жанровую премию журнала «Странник» за лучшее произведение в жанре фантастики ужасов. В 2001 году второй роман дилогии, «Близится утро», занял второе место на международном фестивале фантастики «Звёздный мост» в номинации «Лучший цикл, сериал и роман с продолжением». В том же году он номинировался на премию «Сигма-Ф» и на премию на конференции писателей, работающих в жанре фантастики, «РосКон». Роман-эпопея «Искатели неба» в 2001 году был удостоен премии «Русская фантастика» как лучшее фантастическое произведение крупной формы. В том же году номинировался на премию «Меч Руматы» — жанровую премию «Странника» за героико-романтическую и приключенческую фантастику; премию «Бронзовая улитка» Бориса Стругацкого; премию «Интерпресскон» одноимённой конференции писателей и любителей фантастики; и обе награды фестиваля «Урания» — премию «Большая Урания», приз читательских симпатий, и премию «Малая Урания», присуждаемую голосованием писателей, участвующих в фестивале.

## Адаптации
В 2007 году издательство «Аудиокнига», входящее в холдинг «Издательская группа „АСТ“», записало аудиокниги по романам «Холодные берега» и «Близится утро». Каждая аудиокнига вышла на двух CD-дисках.